# Ґреґ Маккеон
Ґреґ Маккеон (англ. Greg McKeown) — англійський автор та бізнесмен.

## Освіта
Після вивчення комунікацій та журналістики в Університеті Брігама Янга Маккеон отримав ступінь MBA у Стенфордській вищій школі бізнесу.

## Кар'єра
Він є засновником та генеральним директором «McKeown, Inc.» — агентства лідерства та стратегічного дизайну, яке розташовано в Каліфорнії. До заснування однойменної компанії Маккеон працював у Global Leadership Practice Heidrick &amp; Struggles. За словами Нью-Йоркер, його стратегії часто обертаються навколо мінімалізму. У 2012 році Всесвітній економічний форум зарахував Маккеона до Форуму молодих світових лідерів.

### Письменник
Маккеон є автором «Есенцеалізм. Мистецтво визначати пріоритети», «Без зусиль. Досягайте важливого легше» та співавтором (разом з Ліз Вайзман) «Множники: як найкращі лідери роблять усіх розумнішими». Усі три потрапили в список бестселерів «Нью-Йорк таймс». Його книга «Есенціалізм» — це книга про бізнес та самолідерство, в якій розповідається про те, як з'ясувати, що є суттєвим, та як усунути несуттєве, і як максимально легко робити те, що дійсно важливо. Він включає такі поняття, як «правило 90 відсотків», яке заохочує людей приділяти пильнішу увагу тим предметам, які їх цікавлять «більш ніж на дев'яносто відсотків», і приділяти менше уваги іншим аспектам життя. Його робота також зосереджена на важливості говорити «ні» також і в інших ситуаціях. Частина його рекомендацій щодо допомоги в цьому полягає в методі ведення щоденнику, у який потрібно записувати лише кілька речень про найважливіще за день, а не в більш довгих поясненнях.

### Громадський спікер
Маккеон розповідає про те, як жити й вести себе есенціалістом. Маккеан взяв інтерв'ю в Альберта Ґора на щорічній конференції Всесвітнього економічного форуму в Давосі, Швейцарія, і отримав запрошення виступити на його щорічній конференції з інновацій. У Маккеона брали інтерв'ю в телевізійних і радіошоу, включаючи NPR All Things Considered і NBC.

## Особисте життя
Маккеон родом із Лондона, проте зараз живе в Каліфорнії зі своєю дружиною Анною та чотирма дітьми. Він є єпископом Церкви Ісуса Христа Святих останніх днів.